# Sultans Trail
De Sultans Trail is een langeafstandswandelpad van Wenen (Oostenrijk), via Slowakije, Hongarije, Kroatië, Servië, Roemenië, Bulgarije en Griekenland naar Istanboel in Turkije. Het volgt in grote lijnen de tocht die sultan Süleyman de Grote, machthebber van het Ottomaanse Rijk, in de 16e eeuw maakte. De totale lengte is ca. 2400 kilometer. Het pad wordt ontwikkeld en gepromoot door vrijwilligers van de Nederlandse stichting Sultan's Trail — A European Cultural Route.

## Achtergrond
Sultan Süleyman de Grote bezette in 1521 Belgrado en versloeg in 1526 het leger van Lodewijk II, koning van Hongarije en Bohemen tijdens een twee uur durende Slag bij Mohács. Op 10 mei 1529 vertrok hij opnieuw naar het westen, en na een zware tocht (regen en overstromingen) van vier maanden bereikte zijn leger de stad Boedapest. Eind september trok hij van daar met zijn leger naar Wenen. Ondanks de matige kwaliteit van de Weense stadsmuren bleken deze bestand tegen de verzwakte aanvallers. Na drie weken trok Süleyman zich terug naar Boedapest. In 1532 waagde hij opnieuw een poging. In dat jaar kwam hij tot de stad Kőszeg in Hongarije (80 km van Wenen), die zich na drie weken belegering overgaf. Na een 11-jarige onderbreking besloot de sultan op 60-jarige leeftijd nog eenmaal zijn leger persoonlijk aan te voeren richting het westen. Op 7 september 1566 stierf hij in de buurt van Szigetvár in Hongarije.
In tegenstelling tot het gewelddadige verleden is de Sultans Trail nu een pad van vrede en ontmoeting. De route begint bij de Stephansdom in het centrum van Wenen. Sommige klokken van deze kerk zijn gemaakt van omgesmolten metaal van buitgemaakte Ottomaanse kanonnen. Het pad eindigt bij het graf van de sultan achter de Süleymaniye-moskee in Istanboel.
De Sultans Trail maakt waar mogelijk gebruik van bestaande Europese langeafstandspaden, waaronder delen van de Blauwe Route in Hongarije, de Wandelroute E8 en de Donauweg. Op andere delen is de Sultans Trail nog in ontwikkeling. De Oostenrijkse, Slowaakse, Hongaarse, Kroatische, Servische en de Turkse gedeelten worden gemarkeerd met stickers en turquoise pijlen; van de gemarkeerde gedeeltes zijn GPS-gegevens beschikbaar. Het Oostenrijkse en het Turkse gedeelte, door Thracië, zijn in een wandelgids beschreven.

## Route

### Oostenrijk
Wenen, Simmering, Schwechat, Rauchenwarth, Trautmannsdorf an der Leitha, Bruck an der Leitha Sommerein, Breitenbrunn, Purbach am Neusiedler See, Donnerskirchen, Hornstein, Eisenstadt, Oggau am Neusiedler See, Rust, Mörbisch am See, Pamhagen, Neusiedl am See, Petronell-Carnuntum, Hainburg an der Donau, Wolfsthal.

### Hongarije
Halászi, Győr, Tata, Tatabánya, Annavölgy, Esztergom, Szentendre, Budakalász, Boedapest, Százhalombatta, Székesfehérvár, Dunaföldvár, Szekszárd, Bátaszék, Mohács, Sátorhely, Udvar.
Alternatieve route: Sopron, Markt Sankt Martin, Kőszeg, Sárvár, Sümeg, Keszthely, Szulimán, Csertő, Szigetvár, Pécs, Mohács, Sátorhely, Udvar.

### Kroatië
Topolje, Draž, Podolje, Popovac, Beli Manastir, Karanac, Kozarac, Darda, Osijek, Erdut, Dalj, Vukovar, Šarengrad, Opatovac, Ilok.

### Servië
Bački Breg, Sombor, Apatin, Bač, Bačka Palanka, Novi Sad, Petrovaradin, Sremski Karlovci, Zemun, Belgrado, Avala, Grocka, Smederevo, Smederevska Palanka, Svilajnac, Despotovac, Ćuprija, Paraćin, Kruševac, Niš, Niška Banja, Bela Palanka, Pirot, Dimitrovgrad.

### Roemenië
Timișoara, Sibiu, Pitești, Boekarest, Giurgiu,

### Bulgarije
Kalotina, Dragoman, Sofia, Novi Chan, Ichtiman, Pazardzjik, [[Stamboliïski]], Plovdiv, Koeklen, Sadovo, Parvomaï, Mineralni Bani, Chaskovo, Charmanli, Ljoebimets, Svilengrad.
Alternatieve route (na Sofia): Vitosja, Samokov, Rilaklooster, Velingrad, Borino, Trigrad, Muğla, Smoljan, Madan, Ardino, Kardzjali, Ivaïlovgrad.

### Griekenland
Ormenio, Diakia, Marasia, Kastanies
Alternatieve route: Kyprinos, Komara, Fylakio,Elea, Keramos, Plati, Arzos, Kanadas, Kastanies

### Turkije
Kapıkule, Kemalköy, Karabulut, Sarayakpınar, (Sırpsındığı), Avarız, Edirne, Kösençiftliği, Söğütlüdere, Hasköy, Hamzabey, Uluçınar, Ahmetbey, Karlı, Hallaçlı, İnceğiz, Çatalca, Dursunköy, Sazlıbosna, Şamlar, Kayabaşı, Eyüp Sultan Moskee, Fatih, Süleymaniye-moskee in Istanboel.
Alternatieve route (na Edirne): Hıdırağa, Karayusuf, Ortakça, Kavaklı, Yağcılı, Süloğlu, Büyük Gerdelli, Dolhan, Paşayeri, Koyunbaba, Kırklareli, Kızılcıkdere, Üsküpdere, Karıncak, Kaynarca, Pınarhisar, Erenler, Poyralı, Doğanca, Develi, Vize, Okçular, Evrenli, Çakıllı, Kavacık, Saray, Küçük Yoncalı, Safaalan, Binkılıç, Aydınlar, Yaylacık, Gümüşpınar, İhsaniye, Akalan, Dağyenice, Boyalık, Dursunköy (Na Dursunköy zelfde route als boven.)

## Boeken
- Dagboek van Süleyman Kanuni tijdens de eerste belegering van Wenen. Duitstalig met Ottomaans-Turks origineel.
- Sultan's Trail wandelgids – Wandelen in Thracië. 2011, Sedat Çakır. ISBN/EAN: 978-94-90787-02-8.